# Pierwszy rząd Salego Berishy
 Pierwszy  rząd Sali Berisha – 7 września 2005 – 16 września 2009.

## Skład rządu
| #  | Funkcja                                             | Portret | Imię i nazwisko            | Kadencja            | Kadencja            | Partia polityczna | Partia polityczna                    |
| #  | Funkcja                                             | Portret | Imię i nazwisko            | Od                  | Do                  | Partia polityczna | Partia polityczna                    |
| -- | --------------------------------------------------- | ------- | -------------------------- | ------------------- | ------------------- | ----------------- | ------------------------------------ |
| 1  | Premier                                             |         | Sali Berisha (1944–)       | 7 września 2005     | 16 września 2009    |                   | Demokratyczna Partia Albanii         |
| 2  | Wicepremier                                         |         | Ilir Rusmajli (1965–)      | 7 września 2005     | 12 marca 2007       |                   | Demokratyczna Partia Albanii         |
| 2  | Wicepremier                                         |         | Gazmend Oketa (1968–)      | 12 marca 2007       | 17 marca 2008       |                   | Demokratyczna Partia Albanii         |
| 2  | Wicepremier                                         |         | Genc Pollo (1963-)         | 30 lipca 2008       | 16 września 2009    |                   | Demokratyczna Partia Albanii         |
| 3  | Minister finansów                                   |         | Ridvan Bode (1959–)        | 7 września 2005     | 16 września 2009    |                   | Demokratyczna Partia Albanii         |
| 4  | Minister integracji europejskiej                    |         | Arenca Troshani (1973–)    | 7 września 2005     | 12 marca 2007       |                   | Demokratyczna Partia Albanii         |
| 4  | Minister integracji europejskiej                    |         | Majlinda Bregu (1974–)     | 12 marca 2007       | 16 września 2009    |                   | Demokratyczna Partia Albanii         |
| 5  | Minister turystyki, kultury                         |         | Bujar Leskaj (1966–)       | 7 września 2005     | 12 marca 2007       |                   | Demokratyczna Partia Albanii         |
| 5  | Minister turystyki, kultury                         |         | Ylli Pango (1952–)         | 12 marca 2007       | 5 marca 2009        |                   | Demokratyczna Partia Albanii         |
| 5  | Minister turystyki, kultury                         |         | Ardian Turku (1956–)       | 10 marca 2009       | 16 września 2009    |                   | Demokratyczna Partia Albanii         |
| 6  | Minister rolnictwa                                  |         | Jemin Gjana (1950–)        | 7 września 2005     | 16 września 2009    |                   | Demokratyczna Partia Albanii         |
| 7  | Minister edukacji i nauki                           |         | Genc Pollo (1963–)         | 7 września 2005     | 30 lipca 2008       |                   | Demokratyczna Partia Albanii         |
| 7  | Minister edukacji i nauki                           |         | Fatos Beja (1948-)         | 30 lipca 2008       | 16 września 2009    |                   | Demokratyczna Partia Albanii         |
| 8  | Minister gospodarki, handlu i energii               |         | Genc Ruli (1958–)          | 7 września 2005     | 16 września 2009    |                   | Demokratyczna Partia Albanii         |
| 9  | Minister spraw zagranicznych                        |         | Besnik Mustafaj (1958–)    | 7 września 2005     | 24 kwietnia 2007    |                   | Demokratyczna Partia Albanii         |
| 9  | Minister spraw zagranicznych                        |         | Lulzim Basha (1974–)       | 2 maja 2007         | 16 września 2009    |                   | Demokratyczna Partia Albanii         |
| 10 | Minister środowiska                                 |         | Lufter Xhuveli (1941–)     | 7 września 2005     | 16 września 2009    |                   | Enwironmentalistyczna Partia Agrarna |
| 11 | Minister spraw wewnętrznych                         |         | Sokol Olldashi (1972–2013) | 7 września 2005     | 12 marca 2007       |                   | Demokratyczna Partia Albanii         |
| 11 | Minister spraw wewnętrznych                         |         | Bujar Nishani (1966–)      | 12 marca 2007       | 16 września 2009    |                   | Demokratyczna Partia Albanii         |
| 12 | Minister obrony                                     |         | Fatmir Mediu (1967–)       | 7 września 2005     | 17 marca 2008       |                   | Republikańska Partia Albanii         |
| 12 | Minister obrony                                     |         | Gazmend Oketa (1968–)      | 17 marca 2008       | 16 września 2009    |                   | Demokratyczna Partia Albanii         |
| 13 | Minister transportu i telekomunikacji               |         | Lulzim Basha (1974–)       | 7 września 2005     | 2 maja 2007         |                   | Demokratyczna Partia Albanii         |
| 13 | Minister transportu i telekomunikacji               |         | Sokol Olldashi (1972–2013) | 2 maja 2007         | 16 września 2009    |                   | Demokratyczna Partia Albanii         |
| 14 | Minister sprawiedliwości                            |         | Aldo Bumçi (1974–)         | 7 września 2005     | 12 marca 2007       |                   | Demokratyczna Partia Albanii         |
| 14 | Minister sprawiedliwości                            |         | Ilir Rusmali (1965–)       | 12 marca 2007       | 14 listopada 2007   |                   | Demokratyczna Partia Albanii         |
| 14 | Minister sprawiedliwości                            |         | Enkelejd Alibeaj (1973–)   | 17 listopada 2007   | 16 września 2009    |                   | Demokratyczna Partia Albanii         |
| 15 | Minister zdrowia                                    |         | Maksim Cikuli (1952–)      | 7 września 2005     | 12 marca 2007       |                   | Demokratyczna Partia Albanii         |
| 15 | Minister zdrowia                                    |         | Nard Ndoka (1963–)         | 12 marca 2007       | 30 lipca 2008       |                   | Demokratyczna Partia Albanii         |
| 15 | Minister zdrowia                                    |         | Anila Godo (1956–)         | 30 lipca 2008       | 16 września 2009    |                   | Republikańska Partia Albanii         |
| 16 | Minister pracy, polityki społecznej i równych szans |         | Koço Barka                 | 7 września 2005     | 2 października 2008 |                   | Partia Unii na rzecz Praw Człowieka  |
| 16 | Minister pracy, polityki społecznej i równych szans |         | Anastas Duro               | 2 października 2008 | 14 maja 2009        |                   | Partia Unii na rzecz Praw Człowieka  |
| 16 | Minister pracy, polityki społecznej i równych szans |         | Viktor Gumi (1973–)        | 14 maja 2009        | 16 września 2009    |                   | Demokratyczna Partia Albanii         |